# Ostor

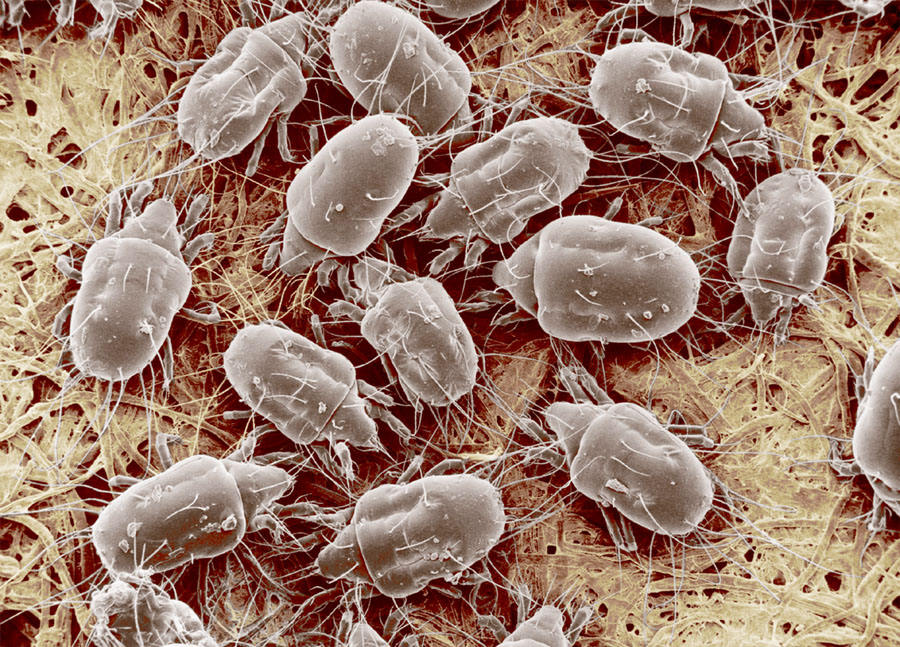
Ostor av arten Tyroglyphus putrescentiae i 400 gångers förstoring.

Ostor är ett samlingsnamn för flera olika arter or, bland andra Tyroglyphus casei L., Tyrolichus casei Oudemans och Tyrophagus casei Oudemans. De är upp till cirka 0,5 mm långa.

## Biologi
Hos åtminstone ostor av arten Tyrolichus casei är hannen och honan olika stora; honan kan bli upp till 0,5 mm lång. Djuret är vitaktigt till utseendet, med ben i svag färg. Denna art förekommer över hela världen.
Dessa kvalster är särskilt kända för att föredra ost men kan även förekomma i säd, mjöl, konserverat kött (inklusive hund- och kattmat) och insekters ömsningsskinn. Kvalstren borrar små hål i ytan på osten och är ibland avsiktligt tillsatta för att sätta smak på ostar som "Milbenkäse" och lagrad "Mimolette". Den Tyroglyphus som används till detta är Acarus siro. Den råkade bli den första kvalsterart som blev undersökt i mikroskop i slutet på 1600-talet och ansågs då vara det minsta djur som blivit till genom skapelsen.  Blaise Pascal har beskrivit den som en omvänd glimt av det oändliga universum.
Ostkanter som sparas till potkäs kan också ha ett godtaget spår av or.
Ost som i övrigt har blivit angripen av or anses otjänlig och kan ha en söt mintdoft och se ut att vara täckt av fint grått damm från oren, deras skinnrester och exkrementer. Dammet kan ge upphov till allergier.